# 猪菜藤属
猪菜藤属（学名：Hewittia）是旋花科下的一个属，为缠绕或平卧草本植物。该属有猪菜藤（Hewittia sublobata）等物种，分布东半球热带地区等地。